# Echis megalocephalus
Echis megalocephalus este o specie de șerpi din genul Echis, familia Viperidae, descrisă de Cherlin 1990. Conform Catalogue of Life specia Echis megalocephalus nu are subspecii cunoscute.